# Harold Halford Matthews
Harold Halford Matthews, kanadski general, * 1877, † 1940.